# Asier Hernández
 (mars 2025).
Si vous disposez d'ouvrages ou d'articles de référence ou si vous connaissez des sites web de qualité traitant du thème abordé ici, merci de compléter l'article en donnant les références utiles à sa vérifiabilité et en les liant à la section « Notes et références ».
Pour les articles homonymes, voir Hernández.
Asier Hernández Landa, né à Saint-Sébastien (Guipuscoa) le 14 mai 1971, est un acteur basque espagnol, surtout connu pour avoir tenu le rôle de Germán dans la série télévisée Goenkale (eu).

## Biographie
Pendant ses études de journalisme, il étudie à l'École officielle de théâtre (eu) du Gouvernement basque. Il participe au cours d'interprétation cinématographique de Paco Pino et obtient une qualification au cours de doublage de la société REC. Il travaille comme animateur radio et prête sa voix à plusieurs films. Il travaille dans le cinéma, la télévision et le théâtre.

## Filmographie partielle

### Télévision
- 1991 : Bi eta bat (eu) (litt. Deux et Un) d'Eneko Olasagasti et Carlos Zabala
- 1992 : Claves para un misterio (litt. Clés d'un mystère)
- 1993 : Piratak (litt. Pirates)
- 1993 : Hegan
- 1994 : Amaren etxea (litt. La maison de la mère)
- 1995, 2008-2013 : Goenkale, série télévisée : Germán Madariaga
- 2000 et 2002 : Policías, en el corazón de la calle (es)
- 2002 : La noche del escorpión (litt. La nuit du scorpion)
- 2002 : Hospital Central , série télévisée
- 2006 : Balbemendi (eu)
- 2008 : Cuenta atrás
- 2008-2010 : Trikitraka Trikitron : Personnage de « Kakusain »
- 2019 : Goǃazen 5.0 (eu) : Paul Elizondo
- 2019 : Ihesaldia (eu) (litt. L'Évasion)
- 2020 : Hondar ahoak (eu) (litt. Bouches de sable), série télévisée
- 2021-... : L'Internat: Las Cumbres
- 2023 : Itxaso (eu)

### Cinéma
- 1985 : Otra vuelta de tuerca d'Eloy de la Iglesia : Mikel[1]
- 1989 : Ke arteko egunak (eu) (litt. Jours entre deux cigarettes) d'Antonio Eceiza
- 1990 : Loraldia (El tiempo de las flores) (es) de Óscar Aizpeolea (es)[2]
- 1993 : Les Années obscures (Urte ilunak) d'Arantxa Lazkano (eu) : jeune homme à la gare
- 1994 : Alsasua 1936 (es) d'Helena Taberna : jeune gauchiste
- 1998 : Mensaka
- 1999 : Qué dura es la vida
- 2000 : Yoyes d'Helena Taberna[3] : Kaska
- 2000 : D.D. Generation
- 2001 : La rosa azul
- 2001 : El cepo
- 2005 : Seré tus ojos
- 2005 : Pasos
- 2011 : Wayuu: La niña de Maracaibo (es) de Miguel Curiel : Alatriste
- 2016 : Ignace de Loyola de Paolo Dy : Doctor Crisostomo
- 2018 : Le Fils de l'accordéoniste (eu) (Soinujolearen semea) de Fernando Bernués (eu) : Marcelino "Berlino" Gabirondo
- 2023 : Irati de Paul Urkijo : Otsoa
- 2024 : Cuerpo escombro de Curro Velázquez : journaliste
- 2024 : La Infiltrada d'Arantxa Echevarría : Joseba

## Théâtre
- 2007 : Mujeres en sus camas, mise en scène de Mireia Gabilondo au théâtre de la UPV d'Eibar : (seul rôle masculin) psychologue, amant, mari, confesseur[4]... puis au théâtre Principal de Saint-Sébastien[5]
- 2020 : Sisiforen paperak (litt. Les papiers de Sisyphe)

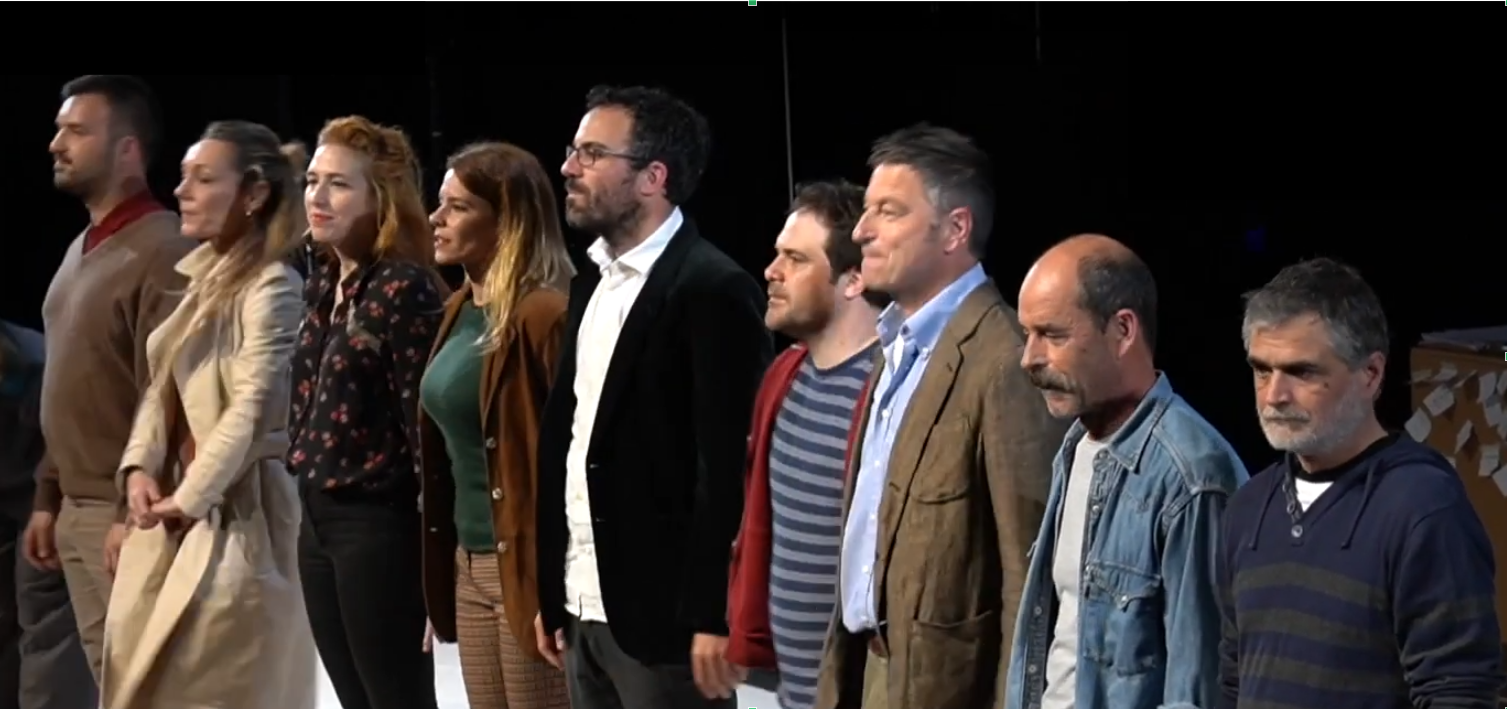
Salut final des acteurs de la pièce Sisiforen paperak, 2020. Asier Hernández est le dernier à droite.